# جيمس برينك
جيمس برينك (بالإنجليزية: James Brink)‏ هو لاعب كرة مضرب أمريكي، ولد في 8 يونيو 1925 في مقاطعة سان دييغو في الولايات المتحدة، وتوفي في 12 مارس 2017 في بورتلاند في الولايات المتحدة.